# Chico (Katze)
Chico (1996–2012) war ein rot getigerter Hauskater, dem eine persönliche Beziehung zu Kardinal Joseph Aloisius Ratzinger, dem späteren Papst Benedikt XVI. nachgesagt wurde. Chico ist lyrisches Ich des Kinderbuchs Joseph und Chico: Eine Katze erzählt aus dem Leben von Papst Benedikt XVI. und wurde bei der  Westchester Cat Show zur „Katze des Jahres 2008“ gewählt.

## Leben
Chico wurde 1996 geboren und gehörte Rupert Hofbauer aus Pentling. Joseph Ratzinger, damals Kardinalbischof und später Kardinaldekan, wohnte zu jener Zeit in Pentling als direkter Nachbar von Hofbauer, der zudem der Verwalter seines Privathauses war. Chico sei zu jener Zeit gerne auf dem Nachbargrundstück gewesen und habe eine innige Beziehung zu Ratzinger gehabt. Unter anderem soll er ihm beim Klavierspielen zugehört haben.
Als Ratzinger dann zu Papst Benedikt XVI. wurde, wurde seine Katzenliebe auch der Weltöffentlichkeit bekannt. So habe der Papst schon als Kardinal in Rom sich um kranke Katzen gekümmert, die am Petersplatz häufig angefahren wurden. Auch die Geschichte von Chico wurde bekannt, die damit inoffiziell zur „Papstkatze“ geadelt wurde.
Die Journalistin und Kinderbuchautorin Jeanne Perego, die von Papst Benedikts Katzenliebe hörte, schrieb daraufhin ein Kinderbuch, das Chico zur Hauptperson einer Papstbiografie für Kinder machte. Dafür holte sie sich die Erlaubnis des Vatikans ein und reiste auch nach Pentling, um den Kater zu fotografieren. Das Kinderbuch beleuchtet Ratzingers Leben von der Geburt an und endet mit der Papstwahl. Das Vorwort steuerte Benedikts Privatsekretär Georg Gänswein bei. Das Buch wurde in mehrere Sprachen übersetzt und Chico wurde so zum Kinderbuchstar. Die Westchester Cat Show kürte das Tier 2008 daher zur „Katze des Jahres“.
Georg Ratzinger, der ältere Bruder von Benedikt XVI., kratzte später etwas an dem Image der Katze. In seinem Buch Mein Bruder, der Papst gab er an, der Kater habe auch böse werden können und habe gekratzt und gebissen. Dem wiederum widersprach Hofbauer energisch, Benedikt XVI. habe sich auch noch zu Papstzeiten nach Chico erkundigt.
Chico starb im Herbst 2012.